# Саадат Алі-хан II
Саадат Алі-хан II (урду سعادت علی خان; перс. سعادت علی خان, гінді सआदत अली खान; 1752 — 11 липня 1814) — наваб Ауду від січня 1798 до липня 1814 року. Був прийомним сином Шуджі ад-Даула, але мав перське походження.

## Життєпис
Відвоював трон за підтримки британського генерал-губернатора Джона Шора у свого племінника Вазіра Алі-хана. Він звів багато будівель між Кайзербагом і Ділкушею.
Незабаром після отрмиання влади Саадат Алі-хан II змушений був укласти новий договір з Британською Ост-Індською компанією, поступившись містами Аллахабад та Фатехгарх. У 1801 році наваб уклав ще один договір з Компанією, передавши британцям паргани Рохілкханд, Фаррухабад, Майнпурі, Етавах, Канпур, Фатехгарх, Аллахабад, Азамгарх, Басті та Горакхпур. Це завдало суттєвого удару з наповнення скарбниці.
Помер 1814 року. Йому спадкував старший син Газі-ад-дін Гайдар-шах.